# Anna Bergendahl
 (février 2020).
Si vous disposez d'ouvrages ou d'articles de référence ou si vous connaissez des sites web de qualité traitant du thème abordé ici, merci de compléter l'article en donnant les références utiles à sa vérifiabilité et en les liant à la section « Notes et références ».
Anna Bergendahl est une chanteuse suédoise née le 11 décembre 1991 à Stockholm. Elle a vécu à Nyköping  et à Katrineholm. Elle a pris part au programme de musique TV4 suédois des Super Troopers en 2004.
Elle représente la Suède au Concours Eurovision de la chanson 2010 avec la chanson This is my life. Elle ne parvient néanmoins pas à se qualifier pour la finale en terminant à la 11e place avec 62 points.

## Biographie

### Idol 2008
Anna Bergendahl s'inscrit en 2008 au télé-crochet Idol, déclinaison suédoise de la Nouvelle Star. Elle se qualifie en interprétant Have a Heart de Bonnie Raitt, recevant alors les éloges du jury composé de Laila Bagge, Anders Bagge et Andreas Carlsson. Elle chante par la suite des chansons comme Mamma Mia d'ABBA, Stad i ljus de Py Bäckman, Save Up All Your Tears, Bleeding Love de Leona Lewis, The Best et Over the Rainbow.
Elle termine cinquième de cette édition remportée par Kevin Borg.
En 2009, Anna est approchée par Kristian Lagerström et Bobby Ljunggren qui lui propose d’enregistrer une chanson pour le Melodifestivalen 2010, la présélection suédoise pour participer au Concours Eurovision de la chanson.

### Melodifestivalen et Eurovision
Anna Bergendahl est sélectionnée pour participer au Melodifestivalen 2010 avec la chanson « This Is My Life », écrite et produite par Kristian Lagerström (paroles) et Bobby Ljunggren (musique). Le 13 mars 2010, sa chanson remporte les suffrages avec 214 points, au cours de la finale se déroulant à l'Ericsson Globe. La chanson est la première ballade à remporter le Melodifestivalen depuis 1998, année où le titre Kärleken är représentait pour la 50e fois la Suède au concours Eurovision de la chanson.
Elle représente par conséquent son pays à la 55e édition du Concours Eurovision produit à  Oslo en Norvège. Au cours de la deuxième demi-finale du 27 mai 2010, elle est devenue la première chanteuse suédoise à ne pas se qualifier pour la finale depuis l'introduction des demi-finales en 2004 (bien qu'elle se soit classée 11e, juste en dehors des 10 premiers qualificatifs, avec 5 points d'écart par rapport au 10e).

### 2010: après l'Eurovision
Après l'Eurovision, Anna Bergendahl participe à plusieurs festivals suédois: Allsång på Skansen, Sommarkrysset et Lotta på Liseberg. Elle se produit lors d'une tournée où elle interprète des chansons de son premier album.
En 2012, elle sort un nouvel album Something to Believe In avec notamment le single « Live and Let Go ».
En 2018, elle sort l’EP "We Were Never Meant to Be Heroes", qui contient notamment les singles "Vice" et "Broken Melody". Les deux si singles reçoivent de nombreuses critiques positives de la part des médias Suédois.
Neuf ans après sa première participation, Anna Bergendahl fait son retour au Melodifestivalen 2019 avec la chanson « Ashes to Ashes » qui se qualifie en finale où elle termine à la 10e place. La chanson devient rapidement l’un des titres les plus joué en radio de l’année en Suède.
Un an plus tard, elle participe de nouveau au Melodifestivalen 2020 avec la chanson Kingdom Come qui se qualifie directement en finale et devient l’un des favoris pour remporter la compétition. Elle termine troisième.